# Theodor Klem
Theodor »Thea« Klem, norveški veslač, * 20. januar 1889, † 15. julij 1963.
Klem je za Norveško s četvercem s krmarjem nastopil na Poletnih olimpijskih igrah 1912 in 1920. 
Leta 1912 je bil norveški čoln izločen v polfinalu, leta 1920 pa je osvojil bronasto medaljo.